# Die Verfolgten
Die Verfolgten ist ein Drama in 20 Bildern, das Luis Zagler in der Zeit von Januar bis März 2017 niederschrieb. Es wurde im Sommer 2017 im Rahmen der ersten Dorf Tiroler Schlossfestspiele in der Inszenierung von Oliver Karbus uraufgeführt. Das Stück handelt von der Ausgrenzung und Verfolgung von protestantischen Gläubigen durch Justiz und Kirche in Tirol Ende des 18. und Anfang des 19. Jahrhunderts. Der Stoff des Theaterstücks basiert auf einer wahren Begebenheit.

## Inhalt
Die Handlung beginnt im Jahr 1792. Serafin Gorfer, ein junger Mann, möchte heiraten, doch die zuständigen Stellen verweigern es ihm, was ihn in eine tiefe Krise stürzt. Er zieht sich zurück, beginnt zu lesen, erfreut sich an Büchern mit protestantischen Glaubensansichten und entdeckt in der Auseinandersetzung mit heilkundlichem Wissen ein Talent, das seine ganze bisherige Lebensplanung auf den Kopf stellen wird. Bald kommen Menschen von überall her mit ihren Krankheiten zu ihm, um sich heilen zu lassen.
Das gefällt der weltlichen und kirchlichen Obrigkeit nicht. Serafin Gorfer wird als Ketzer verleumdet, bedroht und ins Irrenhaus nach Hall in Tirol gebracht, wo er jedoch sofort wieder entlassen wird, weil wohlhabende Gönner sich für ihn einsetzen. Sein Ruf als Heiler verbreitet sich von nun an weit über die Landesgrenzen hinaus und reicht schließlich bis zum habsburgischen Kaiserhaus in Wien, wo er Erzherzogin Leopoldine von Österreich von einem schweren Leiden heilt.
In seiner Heimat warten dagegen Gefängnis und Folter auf ihn. Dennoch zieht es ihn dorthin zurück, wo er sich in der Zeit des Tiroler Freiheitskampfes 1809 zur großen Überraschung seiner Landsleute freiwillig bei den bayerisch-französischen Truppen meldet. Der Dienst in der Truppe stürzt ihn jedoch in eine Lebenskrise, die zum nervlichen Zusammenbruch führt. Nach einem weiteren spektakulären Heilerfolg beginnt sich 1822 eine kleine Gruppe von Gleichgesinnten um ihn zu scharen, die seine protestantischen Glaubensüberzeugungen teilt und fortan durch dick und dünn mit ihm gehen wird.
Währenddessen verändern sich die Herrschaftsverhältnisse immer wieder. War Tirol kurz vor dem Tiroler Freiheitskampf von 1809 für kurze Zeit unter bayerischer Herrschaft, kam es nach dessen Niederschlagung zu einer Dreiteilung des Landes. Anschließend wurde es auf dem Wiener Kongress 1814/15 wieder dem Haus Habsburg zugesprochen. Das führt dazu, dass weltliche und kirchliche Obrigkeit sich neuerdings zusammenschließen, um den Außenseiter und die Gruppe um ihn endgültig zu Fall zu bringen.
Als Mittel dienen auch jetzt wieder Verleumdung, Verfolgung, Gefangennahme und Folter. Es kommt zum Prozess, der mit einem Schuldspruch und einer neuerlichen Einweisung endet. Serafin Gorfer wird in die Irrenanstalt von Lienz gebracht, wo er aufgrund wohlhabender Gönner auch diesmal kurz darauf wieder entlassen wird. Dann jedoch erkrankt er auf dem wochenlangen Marsch über die Berge zurück in seine Heimat. Im Mai des Jahres 1837 kommt es noch einmal zu einer Begegnung mit seinen Freunden, ehe er unmittelbar darauf an einem tödlichen Fieber stirbt. Auf Anordnung der Kirche wird er nahe dem Schweinestall neben dem Krankenhaus von Meran verscharrt.

## Hintergrund
Im Theaterstück Die Verfolgten verarbeitet Luis Zagler die Geschichte der Vorfahren einer Frau, die die Fernsehaufzeichnung seines Theaterstückes Die Karrner gesehen hatte, das bei den Tiroler Volksschauspielen in Telfs 1991 uraufgeführt wurde. Zagler schreibt dazu: „1991 kam eine 80 Jahre alte Frau zu mir und vertraute mir die Geschichte ihres Großvaters an, dem sie auf dem Sterbebett versprechen musste, dafür zu sorgen, dass möglichst viele Menschen von dieser Geschichte erfahren. Wie sie mir sagte, bemühte sie sich mehr als 40 Jahre vergeblich, jemanden zu finden, der imstande gewesen wäre, diese besondere Geschichte zu einem Drama auszuarbeiten. Doch dann hörte sie von den Erfolgen der Aufführungen meiner Theaterstücke in Österreich und kam 1991 zu mir. Es war eine Begegnung, die ich nie vergessen werde. Sie bat mich, das Skript ihres Großvaters zu lesen und mich mit dem Stoff vertraut zu machen. Dabei erfuhr ich, dass ihr Großvater ein direkter Nachfahre der protestantischen Familie Spieler war, die im Vinschgau als die ‚Lutherischen‘ verschrien waren und im Stück Die Verfolgten eine besondere Rolle spielt. Nach dieser Begegnung mit der 80-jährigen Frau vergingen noch einmal weitere 20 Jahre, bis ich mit der Ausarbeitung des Stückes beginnen konnte. In einem Gespräch mit Paul Rösch, dem Bürgermeister von Meran, erzählte ich von meiner Begegnung mit der Frau und von den Ereignissen des 18./19. Jahrhunderts. Er ermutigte mich zur Ausarbeitung des Dramas. Im Sommer 2017 kam es dann zur Uraufführung des Stückes. Die 80-jährige Frau war inzwischen verstorben. Doch die Geschichte ihrer Vorfahren wird weiterleben.“
Neben den Erzählungen der Frau und den Aufzeichnungen ihres Großvaters konnte Luis Zagler auch auf die Dokumentation von Richard Staffler zurückgreifen, die er in der Zeitschrift Der Schlern 1924 veröffentlicht hatte.

## Historischer Hintergrund
Den geschichtlichen Rahmen bilden die Aufstände der Tiroler gegen die französischen bzw. bayerischen Übergriffe – im Rahmen der Koalitionskriege (1792 bis 1815) –, insbesondere der Freiheitskampf von 1809, und die Neuordnung Europas auf dem Wiener Kongress.
Den Protagonisten des Stückes liegen historische Personen zu Grunde.

## Rollen
Richter
47 Jahre alt, ein Mann klarer Worte, doch schillernd in seiner Persönlichkeit, der in gewissen Situationen gern zu unkonventionellen Methoden greift. Dem weiblichen Geschlecht stets zugetan. Er durchschaut Absichten und Intrigen der anderen, bleibt als Funktionär aber stets pragmatisch und systemtreu, was dazu führt, dass sein Bemühen um Recht und Gerechtigkeit letztlich scheitert.
Monsignore, Dekan Johann Baptist Peuger, fürstbischöflich geistlicher Rat und Pfarrer
45 Jahre alt, gutaussehend, pflichtbewusst, beliebt in seiner Kirche. Intelligent, mitfühlend, aber ohne Pardon, wenn es um seine Prinzipien und die Treue zu seiner Kirche geht. Im Kampf um die Seele des sterbenden Christian Spieler wächst Dekan Peuger über sich hinaus. Jetzt wird klar, dass alles an ihm echt und wahrhaftig ist.
Arzt Dr. Vögele
Dr. Vögele wird im Stück als zerrissene Persönlichkeit gezeigt, die nur sehr schwer einzuordnen ist. Schon sein Alter ist undefinierbar. Er könnte 40 sein oder auch älter. Dass er als Witwer mit einer an Bluthusten erkrankten Tochter aus erster Ehe, Rebecca, eine viel jüngere, attraktive Frau nimmt, deutet darauf hin, dass er nicht zeigt, was in ihm vorgeht. Im Grunde ist Dr. Vögele eine tragische Gestalt, mehr Wissenschaftler als Arzt, gefangen in seiner Rolle wie in seiner Zeit. Arzt zu sein, langweilt ihn. Doch als Serafin Gorfer zu seinem heimlichen Konkurrenten aufsteigt, reagiert er gekränkt und lässt sich zu einem Attest gegen Gorfer verleiten, das äußerst hart und ungerecht ausfällt.
Rebecca
Rebecca ist zu Beginn des Stückes eine attraktive, liebesfähige und liebenswerte junge Frau von 22 Jahren. Sie entwickelt sich im Verlauf zu einer starken Persönlichkeit, die Situationen beherrscht, ohne zu dominieren, und ihr Schicksal meistert, ohne ihre Ideale zu verraten. Selbst in Momenten ihres größten Triumphs vermag sie sich noch zu beherrschen. Eine ungemein starke Frauenpersönlichkeit, im falschen Jahrhundert geboren, deren eigentliches Potential nie richtig zur Geltung kommen kann. Im Stück ist sie die, die den ‚Herrschenden‘ zeigt, was wirkliche Größe ist.
Serafin Gorfer
28 Jahre alt, sympathisch, begabt und weltoffen. Dann jedoch verändert das Heiratsverbot der Kirche alles an ihm. Von nun an wäre er am liebsten Politiker, Revolutionär, Widerstandskämpfer oder Welteroberer. Seine außergewöhnliche Begabung ist jedoch die Heilkunst. Durch sie gewinnt er immer mehr an Popularität, die zum offenen Konflikt mit der Obrigkeit führt. Der Verlauf des Stückes zeigt, wie der lebensfrohe, zupackende Charakter immer mehr gebrochen wird, bis er schließlich am politischen und kirchlichen Ordnungssystem seiner Zeit zerbricht.
Anna Spieler
Anna ist zu Beginn des Stückes 14 Jahre alt. Sie ist eine ausgesprochen herzliche Person mit großer Begeisterungsfähigkeit und einer geradezu entwaffnenden, positiven Ausstrahlung. Eigenwillig und unerschrocken geht sie als junge, attraktive Frau ihren Weg. Ihre Liebe zu Serafin ist so echt und groß, dass die Frage nach dem Sinn und Preis dieser Liebe erst gar nicht aufkommt.
Christian Spieler
Eine imposante, wortkarge Persönlichkeit aus dem Bauernstand mit Vorbildfunktion für die ganze Familie. Wo er ist, herrscht Anstand und Ordnung. Dann jedoch gerät dieses Ideal von einem Mann in eine völlig neue Lebenssituation. Aber es gelingt ihm auch hier, er selbst zu bleiben. Das zeigt sich vor allem in der Stunde seines Todes. Als er durch Dekan Peuger vor der drohenden Hölle gerettet werden soll, lässt er sich nicht beirren, sondern bleibt, der er ist.